# Krystyna Siesicka
Krystyna Siesicka-Waśniewska z d. Dubrowska (ur. 22 listopada 1928 w Dęblinie, zm. 3 lipca 2015 w Warszawie) – pisarka książek dla młodzieży.

## Życiorys
Podczas II wojny światowej działała w ZHP, brała udział w powstaniu warszawskim. W marcu 1945 została uczennicą Państwowego Gimnazjum i Liceum im. Stefana Batorego, gdzie w czerwcu 1946 zdała maturę. Ukończyła Studia Dziennikarskie ANP w Warszawie. W latach 1949–1950 redaktorka miesięcznika „Horyzonty Techniki”, w latach 1952–1954 urzędniczka Biura Współpracy Kulturalnej z Zagranicą. Debiutowała jako felietonistka w 1955 w tygodniku dla pań „Kobieta i Życie”. Współpracowała również z redakcją tygodnika dla nastolatek „Filipinka”.
Autorka wielu książek dla młodzieży. Była też autorką scenariuszy takich filmów fabularnych jak: Urszula (1970) z Ryszardą Hanin, Jezioro osobliwości (1972) czy Żuraw i czapla (1985).
Jej bratem był Jerzy Dubrowski.

## Współpraca ze Służbą Bezpieczeństwa PRL
Według zachowanych akt SB znajdujących się w archiwach IPN Krystyna Siesicka od 1974 r. do października 1989 r. była tajnym i świadomym współpracownikiem Służby Bezpieczeństwa o pseudonimie „Krysta”.

## Odznaczenia i nagrody
- Nagrody w plebiscytach i konkursach w latach 1967–1979:
  - 1972 – Orle Pióro
  - 1973 – Nagroda prezesa Rady Ministrów (za twórczość dla dzieci i młodzieży)
- 2000 – Medal Polskiej Sekcji Międzynarodowej Rady do Spraw Książki dla Młodych (IBBY) za całokształt twórczości
- Medal Komisji Edukacji Narodowej
- Harcerska Nagroda Literacka
- Krzyż „Za Zasługi dla ZHP”
- 2008 – Złoty Medal „Zasłużony Kulturze Gloria Artis”[7]

## Twórczość
- 1966 Zapałka na zakręcie (w 1967 adaptowana dla tv przez Z. Hećko; na podstawie powieści Krystyna Krupska napisała scenariusz serialu tv Żuraw i czapla, TV w 1988)
- 1966 Przez dziurkę od klucza (w sporej części porady dot. gospodarstwa domowego)
- 1966 Jezioro osobliwości
- 1967 Czas Abrahama
- 1968 Beethoven i dżinsy (w 1971 adaptowana dla tv przez Mirosławę Maludzińską)
- 1968 Urszula (opowiadanie)
- 1969 Zapach rumianku (w 1969 adaptacja radiowa Jutro poznasz Rafała)
- 1969 Fotoplastykon (na podstawie powieści Grzegorz Kędzierski napisał scenariusz serialu telewizyjnego Dom na głowie, TV 1991)
- 1970 Ludzie jak wiatr (Wydawnictwo Harcerskie Horyzonty)
- 1971 Sabat czarownic (felietony)
- 1971 Agnieszka (opowiadanie adaptowane dla filmu tv przez Mirosławę Maludzińską, TV 1973)
- 1971 Być babim latem (opowiadanie)
- 1972 Katarzyna
- 1972 Łukasz (w 1972 adaptacja radiowa: J.Ławicki, M.Siemeński; w 1974 dla filmu tv adaptacja Anette Olsen; w 1999 dla spektaklu tv adaptacja Stanisława Jędryki)
- 1972 Obok mnie (opowiadanie)
- 1973 Możesz iść (opowiadanie)
- 1974 Słoneczny, pogodny ranek (opowiadanie)
- 1980 Nieprzemakalni (opowiadanie; w 1981 adaptacja radiowa; w 1985 adaptacja tv)
- 1982 Między pierwszą a kwietniem
- 1983 Moja droga Aleksandro
- 1993 Chwileczkę, Walerio…
- 1994 Falbanki (cykl: Opowieści rodzinne)
- 1995 Woalki (cykl: Opowieści rodzinne)
- 1995 Wachlarze (cykl: Opowieści rodzinne)
- 1997 Dziewczyna Mistrza Gry (w 2000 wpisana na Listę Honorową IBBY)
- 1997 – ?…  – zapytał czas (w 2000 adaptowana dla telewizji przez Izabelę Cywińską)
- 1998 Parada fiołków (felietony)
- 1998 Piosenka koguta
- 1999 Pejzaż sentymentalny
- 1999 W stronę tamtego lasu: Horror dla panienek z dobrych domów
- 2000 …nie ma z kim tańczyć…: Erotyk dla panienek z dobrych domów
- 2001 Wróć, Aleksandrze!
- 2002 Gorzkie słodkie pocałunki
- 2002 Idzie Jaś (książeczka dla najmłodszych czytelników)
- 2003 A ja Ciebie zjem! (książeczka dla najmłodszych czytelników)
- 2003 Kapryśna piątkowa sobota
- 2003 Pamiętaj, że tam są schody!
- 2004 Trzynasty miesiąc poziomkowy
- 2006 Patussa
- 2006 Mój Ocean Niespokojny
- 2008 Powiem Julce (wyd.I – październik 2008)
- 2009 Zatrzymaj echo
- 2010 Ulica Świętego Wawrzyńca

Wydano również:
- 1973 Dwa portrety: Katarzyna; Łukasz
- 1992 Obok mnie (opowiadania, zawartość: Obok mnie; Słoneczny, pogodny ranek; Możesz iść; Urszula; Być babim latem; Nieprzemakalni;
- 1995 Twoje wielkie tajemnice (książka składająca się z wybranych tekstów K. Siesickiej, rysunków oraz niezadrukowanych stron przeznaczonych na zapiski czytelnika)
- 1996 Wielki jarmark (opowiadania, zawartość: Katarzyna, Łukasz; Agnieszka;
- 2007 Opowieści rodzinne (zawartość: Falbanki, Woalki, Wachlarze)

Krystyna Siesicka napisała również:
- 1968 Czerwone światło (utwór dramatyczny dla tv)
- 1970 scenariusz filmu Urszula dla tv (razem z Wadimem Berestowskim)
- 1973 scenariusz i dialogi filmu fabularnego Jezioro osobliwości (razem z Janem Batorym)